# Автомобильная перевозка
Автомоби́льная перево́зка - любое передвижение по дорогам, открытым для общего пользования, порожнего либо с людьми или с грузом автомобильного транспортного средства, предназначенного для перевозки пассажиров или грузов.

## Официальное толкование

### Международные правовые акты
П.«g» ст.1 Европейского соглашения, касающегося работы экипажей транспортных средств, производящих международные автомобильные перевозки (ЕСТР) (Женева, 1 июля 1970г.).
международная автомобильная перевозка - перевозка транспортным средством грузов или пассажиров по территориям двух и более государств, а также проезд негруженого транспортного средства по территориям двух и более государств;